# Emrullah İşler
Emrullah İşler (* 7. Januar 1960 in Kuşcuören) ist ein türkischer Theologe und Politiker der Adalet ve Kalkınma Partisi (AKP). Er ist Abgeordneter in der türkischen Nationalversammlung und war stellvertretender Ministerpräsident unter Recep Tayyip Erdoğan.

## Leben
Emrullah İşler wurde 1960 als Sohn von Abdullah und Zeliha İşler im Dorf Kuşcuören bei Ankara geboren. Nach einem Abschluss in Islamwissenschaften an der König-Saud-Universität in Riad erhielt er einen Postgraduierten-Abschluss in Koranexegese an der Ankara Üniversitesi und promovierte dort auch.
İşler arbeitete dann als wissenschaftlicher Mitarbeiter an der Cumhuriyet Üniversitesi in Sivas, dann Hochschullehrer für arabische Sprache an der Gazi Üniversitesi in Ankara, wo er zum ordentlichen Professor berufen wurde. Außerdem war er Gastprofessor an Universitäten in Kasachstan und Saudi-Arabien.
In der ersten Regierungszeit der AKP wurde İşler Mitglied der Partei und 2011 Abgeordneter für die Provinz Ankara in der Großen Nationalversammlung der Türkei. Er wurde einer der Chefberater des Ministerpräsidenten: İşler war Erdoğans Übersetzer für Arabisch und einer seiner engsten Vertrauten.
Am 26. Dezember 2013 wurde Emrullah İşler im Rahmen einer Kabinettsumbildung stellvertretender Ministerpräsident. Mit der Wahl von Erdoğan zum Staatspräsidenten und der folgenden Kabinettsumbildung unter dem neuen Ministerpräsidenten Ahmet Davutoğlu schied İşler am 29. August 2014 aus dem Amt.
Inzwischen ist er Vorsitzender der Nationalen Kommission für Bildung, Kultur, Jugend und Sport der Nationalversammlung.

## Privatleben
Er ist verheiratet und hat drei Kinder.